# LATAM Cargo Chile
LATAM Cargo Chile, anciennement LAN Cargo, est une compagnie aérienne cargo chilienne.

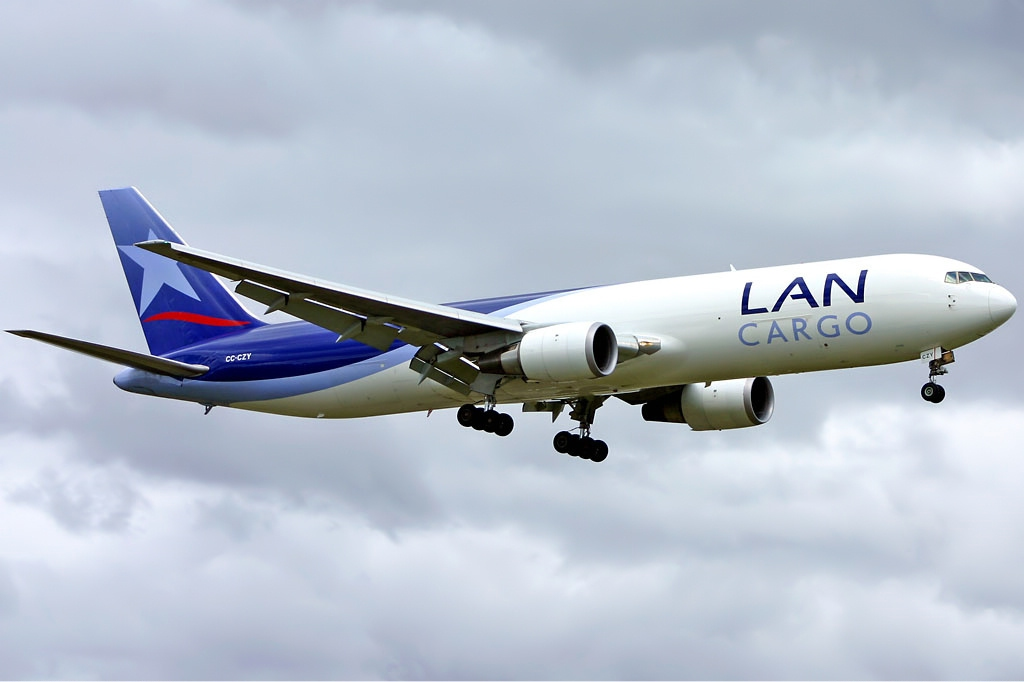
Boeing 767 de LAN Cargo